# Argolas

As argolas são um aparelho utilizado na ginástica artística. Seu uso em competições é exclusivamente para homens. O ginasta deve realizar uma série calcada em força e equilíbrio, realizada pelos membros superiores do corpo.
Esta prova está presente na disputa por equipes, concurso geral e final individual por aparelhos.

## História
No início dos moldes da modalidade, Jahn e Muths incluíram os aparelhos masculinos quase como se conhece hoje, com exceção das argolas. Embora a existência do aparelho date de dois mil anos, só em 1802, Adolf Spiess, introduziu o que chamou de  ringeschwebel, constituído de material metálico.
Ao longo dos anos, o material evoluiu, sendo posteriormente, coberto com couro, borracha e finalmente, composto de madeira laminada recoberta por material aderente. Uma das maiores inovações veio através da contribuição do soviético Albert Azaryan, que, na década de 1950, executava a melhor rotina do aparelho, vencendo duas Olimpíadas e criador de um dos movimentos mais executados ainda hoje: a Cruz. Sua estática na execução era considerada perfeita.
As argolas estão presentes nos Jogos Olímpicos desde a primeira edição, em Atenas, 1896, tendo como primeiro campeão o grego Ioannis Mitropoulos.

## Aparelho
O aparelho é constituído por uma estrutura de onde se suspendem duas argolas, a 2,75 m do solo. A distância entre as argolas é de 50 cm e o seu diâmetro interno é 18 cm. As argolas possuem ainda 28 mm de espessura.

## Características da competição
A prova consiste em uma série de exercícios de força, equilíbrio e balanço durante as acrobacias. O júri valoriza o controle do aparelho e a dificuldade dos elementos da coreografia, tais como:
- Movimentos de baixo para cima;
- Movimentos estáticos;
- Acrobacias (altas e completas);
- Saltos no desmonte;
- Entrada estática no aparelho (com a ajuda do técnico, o ginasta inicia sua rotina com os braços esticados e o corpo totalmente ereto, como completando o comprimento das argolas).

O ginasta será descontado caso:
- Desligue-se do aparelho;
- Balance a fita que prende as argolas à haste de sustentação;
- Use força invés de impulso nas acrobacias;
- Não defina um movimento estático (ou seja, não mantenha o tempo mínimo de dois segundos);
- Não mantenha a postura angular dos ombros durante sua apresentação.

### Movimentos
A gama de movimentos estáticos nas argolas é tão variada quanto nos demais aparelhos masculinos e femininos. Para as saídas, usam-se os saltos costumeiramente vistos em provas de salto, como o Tsukahara, duplos mortais e o Ray. Durante suas apresentações, os ginastas utilizam de movimentos acrobáticos e estáticos – validados pelo Código de Pontos de A à Super-E (F) -, entre eles:
- Chechi – Saído de uma posição estática horizontal, o ginasta estica-se para- baixo, toma impulso e torna à uma posição estática, apoiando o corpo sobre os braços formando um ângulo de 90 graus entre o tronco e as pernas. A partir desta posição, ele realiza um mortal.
- Homna – Consiste em um mortal e meio, levando ao movimento estático
- Cruz (Albert Azaryan)  – Partindo da posição inicial ereta (braços esticados e corpo estendido), o ginasta forma uma cruz em ângulo de 90 graus entre os ombros e o tronco. Esta posição deve ser firmada por três segundos para ser validada.
- Cruz invertida – Partindo do mesmo ponto que a Cruz, o ginasta fica de ponta-cabeça.
- Nakayama – Partindo da maltesa (posição horizontal estática), o ginasta desce para a Cruz.
- Jotchev – Partindo da Cruz invertida, o ginasta estabiliza posição na maltesa.
- Balabanov – Movimento de desmonte. O ginasta toma impulso com os giros gigantes, chamados russas gigantes. De costas e em posição carpada, ele junta as mãos às pernas e em um duplo mortal frontal, aterriza.

## Ginastas de destaque
- O armeno, representante da União Soviética bicampeão olímpico e bicampeão mundial Albert Azaryan
- O italiano pentacampeão mundial e campeão olímpico Yuri Chechi
- O chinês bicampeão mundial e campeão olímpico Yibing Chen
- O brasileiro atual campeão mundial e campeão olímpico em Londres 2012 Arthur Zanetti